# Bernhard Erfors
Bernhard Leonard Erfors, född 7 december 1884 i Katarina församling, Stockholm, död 11 februari 1963 i Uppsala, var en svensk präst. 
Erfors, som var son till direktör Gustaf Erixon och Anna Brita Persdotter, blev efter studentexamen vid Norra Latin i Stockholm student vid Uppsala universitet 1905, avlade teologisk-filosofisk examen 1906, blev teologie kandidat 1909 samt avlade praktisk teologiska prov och prästvigdes för Uppsala ärkestift samma år. Han blev pastorsadjunkt i Kungsholms församling i Stockholm 1910, kateket 1910, avlade folkskollärarexamen 1913, blev kapellpredikant i Sandarne kyrka 1913, pastorsadjunkt i Danderyds församling 1916, var andre biträdande pastor vid Ersta diakonissanstalt 1918–1919, blev komminister i Danderyds församling 1920, var tillförordnad rektor vid Stocksunds högre folkskola 1921–1923 och lasarettspredikant 1922. Han blev kyrkoherde i Väddö församling 1924, kyrkoherde i Gagnefs och Mockfjärds församlingar 1930, kyrkoherde i Hudiksvalls och Idenors församlingar 1936 och kontraktsprost i Sundhede 1945. Han blev inspektor för Hudiksvalls högre allmänna läroverk 1945.